# Structure and Interpretation of Computer Programs
Structure and Interpretation of Computer Programs (SICP) je udžbenik o općim konceptima računalnog programiranja izdan od strane MIT Pressa i napisan od strane MIT profesora Harolda Abelsona i Geralda Jaya Sussmana, skupa s Julie Sussman. Koristi se kao udžbenik za uvodni kolegij računalnog programiranja za studente računarstva na MIT-u, gdje je poznat kao 6.001, ali i na mnoštvu drugih sveučilišta. Trenutno je u drugom izdanju (ISBN 0-262-51087-1), i naširoko se smatra klasikom računarstva. Poznata je i kao Wizard Book (na prednjoj korici se nalazi slika čarobnjaka), i rjeđe kao Purple Book.
Koristeći dijalekt Lispa poznat kao Scheme, knjiga objašnjava osnovne koncepte računarstva, uključujući apstrakciju, rekurziju, interpretere i metalingvističku apstrakciju.

## Vidjeti također
SICP je jako utjecao na obrazovanje u računarstvu, i velik broj kasnijih knjiga je inspiriran njegovim stilom.
- Structure and Interpretation of Classical Mechanics, druga knjiga Geralda Jay Sussmana koja koristi Scheme,
- How to Design Programs, koja je napisana s namjerom da bude nešto pristupačniji uvodni udžbenik računarstva i da ispravi nedosljednosti u SICP-u,
- Essentials of Programming Languages je knjiga iz kolegija o programskim jezicima,
- Lisp in Small Pieces, knjiga prepuna Scheme interpretera i kompilatora.

## Vanjske poveznice
- Službeni SICP site, uključujući puni tekst u HTML-u  Arhivirana inačica izvorne stranice od 26. prosinca 2017. (Wayback Machine)
- Videa SICP likcija od strane autora
- Službeni 6.001 site  Arhivirana inačica izvorne stranice od 21. lipnja 2007. (Wayback Machine) (MIT kolegij istog imena kao i knjiga)
- The MIT Open Courseware version of the SICP course  Arhivirana inačica izvorne stranice od 28. studenoga 2006. (Wayback Machine)
- Čista HTML verzija teksta  Arhivirana inačica izvorne stranice od 2. travnja 2007. (Wayback Machine) (PDF verzija  Arhivirana inačica izvorne stranice od 27. siječnja 2007. (Wayback Machine))
- SICP u drugim jezicima  Arhivirana inačica izvorne stranice od 29. lipnja 2007. (Wayback Machine) Primjer iz SICP-a predstavljeni u raznim jezicima o petici koda (poluslužbeni ste za Concepts, Techniques, and Models of Computer Programming)